# Bisdom Blumenau
Het bisdom Blumenau (Latijn: Dioecesis Florumpratensis) is een rooms-katholiek bisdom met als zetel Blumenau, in Brazilië. Het bisdom is suffragaan aan het aartsbisdom Florianópolis.

## Geschiedenis
Het bisdom werd opgericht op 19 april 2000, uit delen van het aartsbisdom Florianópolis en de bisdommen Joinville en Rio do Sul.

## Parochies
Het bisdom had in 2022 een oppervlakte van 3.835 km2 en telde 831.172 inwoners waarvan 73,6% rooms-katholiek was.

## Bisschoppen
- Angélico Sândalo Bernardino (19 april 2000 - 18 februari 2009)
- Giuseppe Negri (18 februari 2009 - 29 oktober 2014)
  - João Francisco Salm (apostolisch administrator: 16 januari 2015 - 29 augustus 2015)
- Rafael Biernaski (24 juni 2015 - heden)

Florianópolis (aartsbisdom) · Blumenau · Caçador · Chapecó · Criciúma · Joaçaba · Joinville · Lages · Rio do Sul · Tubarão